# Yngve Pacius
Yngve Evert Pacius, född 14 juni 1886 i Brahestad, död 22 augusti 1962 i Helsingfors, var en finländsk seglare, journalist och affärsman. 
Pacius kappseglade på 1920-talet framgångsrikt med sin 30 m² skärgårdskryssare "Svanevit" i Finland och vid Sandhamnsregattan. Han var rorsman på Sigurd Frosterus "Sphinx", bästa åtta i Sandhamn 1928, och tog en sjundeplacering i OS 1936 som rorsman på Curt Mattsons sexa "Lyn". Pacius var 1939 rorsman även på Antti Wihuris "Wire" vid seglingarna om Guldpokalen i Helsingfors, med andra plats som bästa dagsplacering. Han var mångårig seglingsskribent i huvudstadspressen och publicerade verket Segling och seglare (1945, finsk utgåva Purjehdusmuistelmia, 1961).